# Gordian Knot (software)
La evolución de los soportes multimedia han fomentado la creación de nuevos formatos digitales que soporten secuencias de video y audio. Tras la aparición del CD, se iniciaron los primeros estándares. Cuando el DVD ha logrado consolidarse en el mercado, debido al abaratamiento de las unidades de lectura/grabación y los medios ópticos, han surgido iniciativas cuyo cometido es comprimir, por ejemplo una película, de forma que su tamaño se ajuste al de los CD. De esa manera se logra almacenar en un solo disco DVD de simple capa, hasta 7 películas(con duración aproximada de 90 minutos cada una de ellas). Este logro es posible gracias a técnicas de compresión con pérdidas basadas en las características subjetivas de la calidad. Es un efecto psicovisual que se aprovecha de rebajar la excelente calidad del formato DVD Video y se pasa a un formato de calidad aceptable denominado AVI (empleando para ello un determinado códec de compresión/descompresión como DivX, Xvid, ...).
La aparición de numerosos códecs tanto de audio como de video para realizar las anteriores tareas, posicionan al usuario medio en un comprometido lugar, ya que la cantidad de programas necesarios para completar esta única tarea complica enormemente la labor. 
El programa principal se denomina Gordian Knot Rippack y el paquete de librerías Gordian Knot Codec Pack. Ambas partes se han desarrollado en SourceForge y actualmente las versiones publicadas son de septiembre de 2005 y diciembre de 2004 respectivamente.
El proyecto está desarrollado bajo licencia GNU General Public License (GPL).

## Interfaz

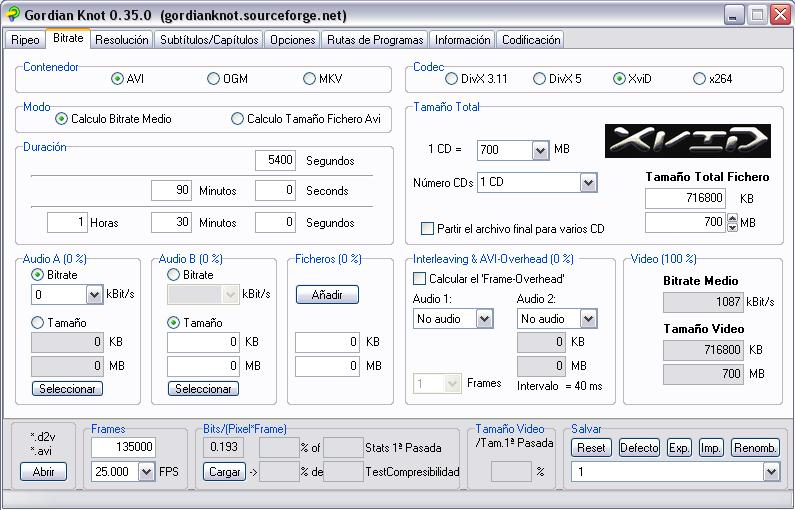
Captura de pantalla principal

La interfaz de usuario es sencilla e intuitiva, pudiéndose escoger el idioma español entre más de diez disponibles.

## Historia
Surgió en 2003 como respuesta a una iniciativa de software libre que cubriese, con una sola herramienta, todos los aspectos anteriores. El proyecto se denomina Gordian Knot y se divide en dos partes: el programa principal y las librerías de compresión de audio y video.
Los administradores del desarrollo del proyecto son los colaboradores lenox y thewef.

## Características
- El programa principal en su versión 0.35 tiene actualizado los filtros avisynth y los códecs DGMPGDec, BeSweet and VDubMod.
- El paquete de librerías contiene los siguientes códecs: 
  - DivX 3.11 alpha
  - DivX 5.2.1 Pro Trial para Windows2000/XP
  - XviD 1.0.3
  - AC3Filter 0.70b
  - Morgan Stream Switcher 0.99
  - Huffyuv 0.2.2.1 cce-patch
  - ffdshow alpha 2004-10-12
  - OGG filter 0.9.9.5
  - Core Vorbis 1.0
  - Matroska splitter 1.0.2.4 & muxer 1.0.0.9
  - VSFilter 2.33

En la versión 0.19 se han actualizado los códecs XviD y ffdshow y se han añadido los filtros MKV & OGM y VSFilter.
- La versión disponible por los desarrolladores está compilada para Microsoft Windows 32-bits (95/98/NT/2000/XP).